# Dümmer (gemeente)
Dümmer is een gemeente in de Duitse deelstaat Mecklenburg-Voor-Pommeren, en maakt deel uit van het Landkreis Ludwigslust-Parchim.

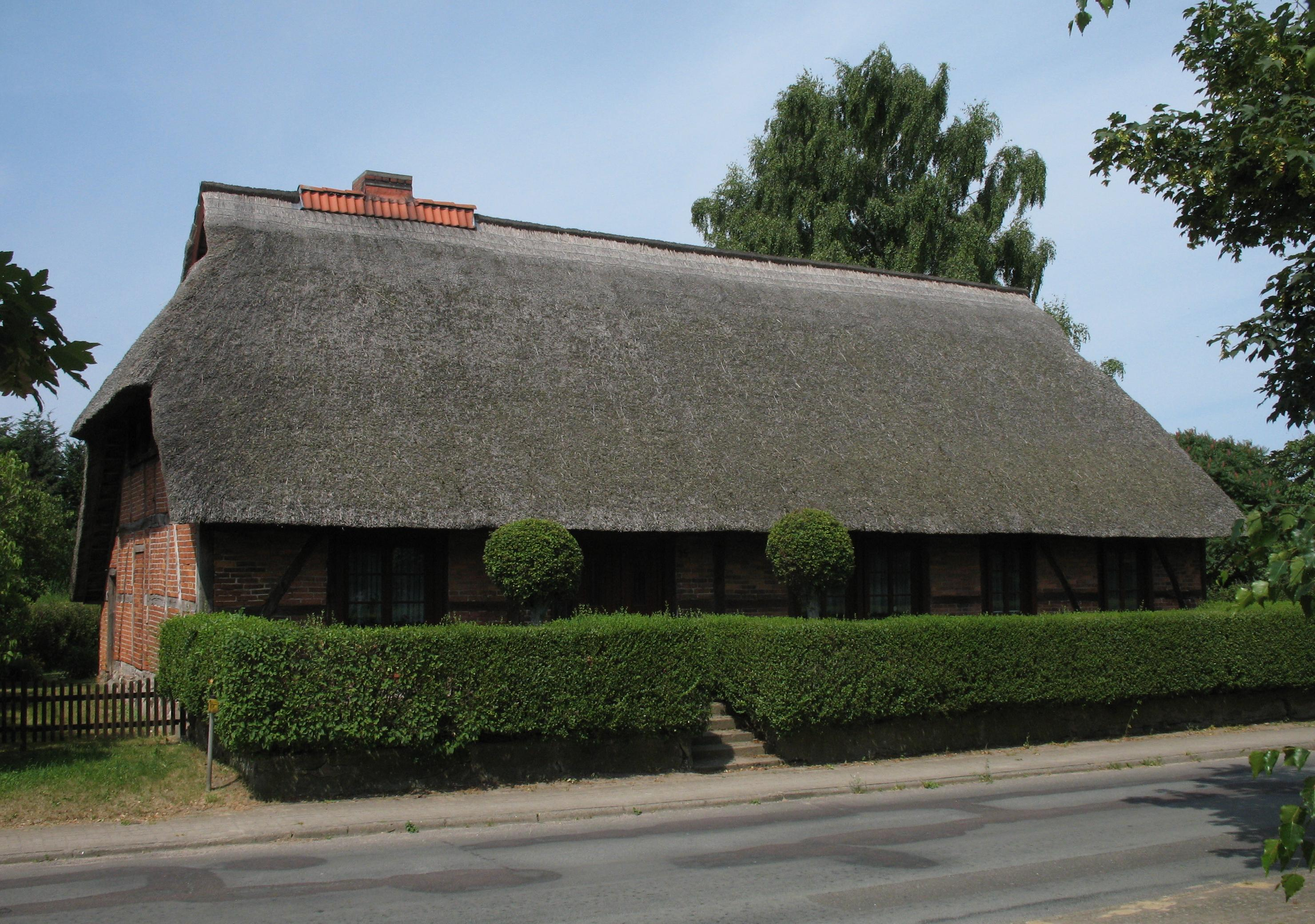
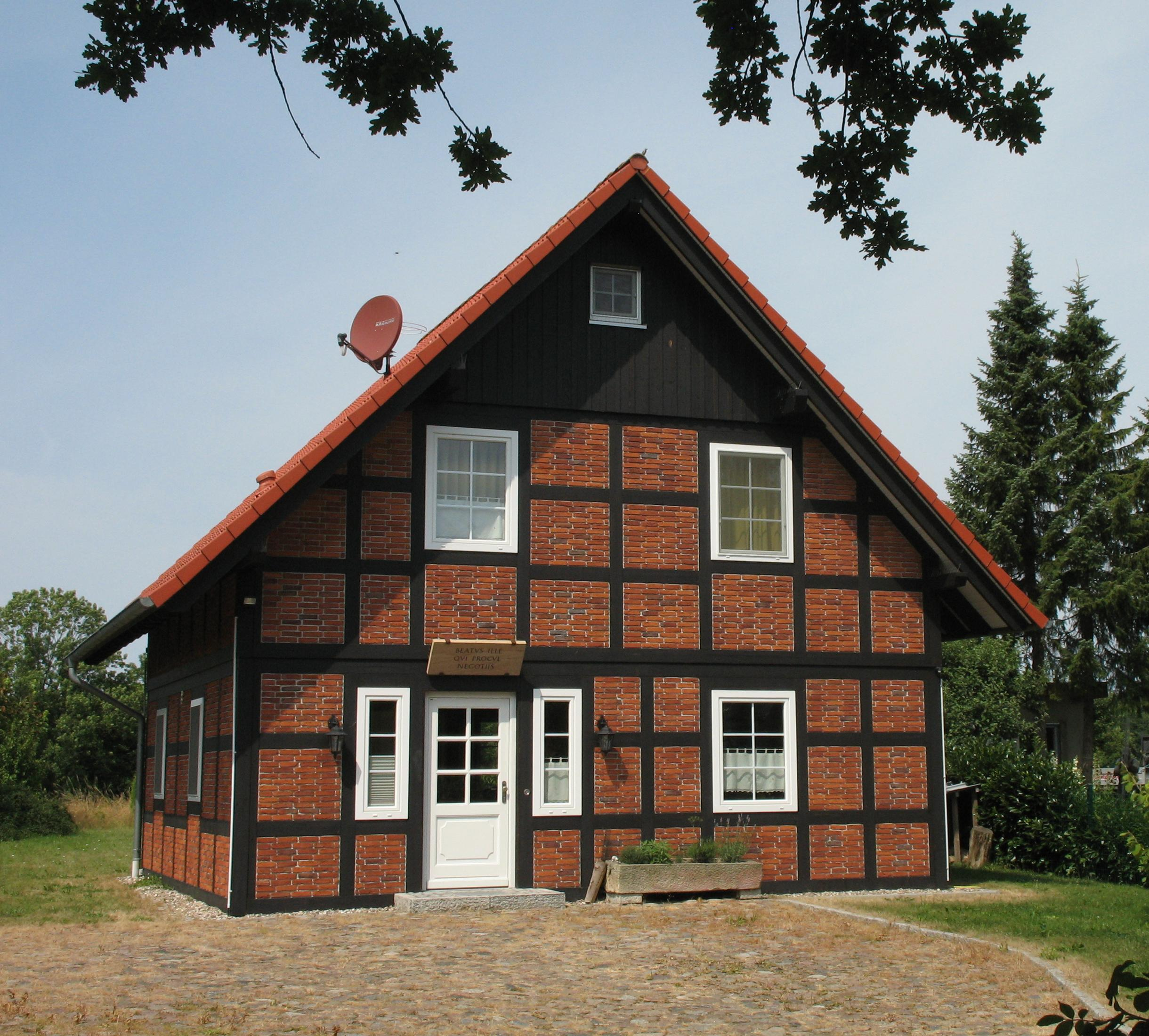
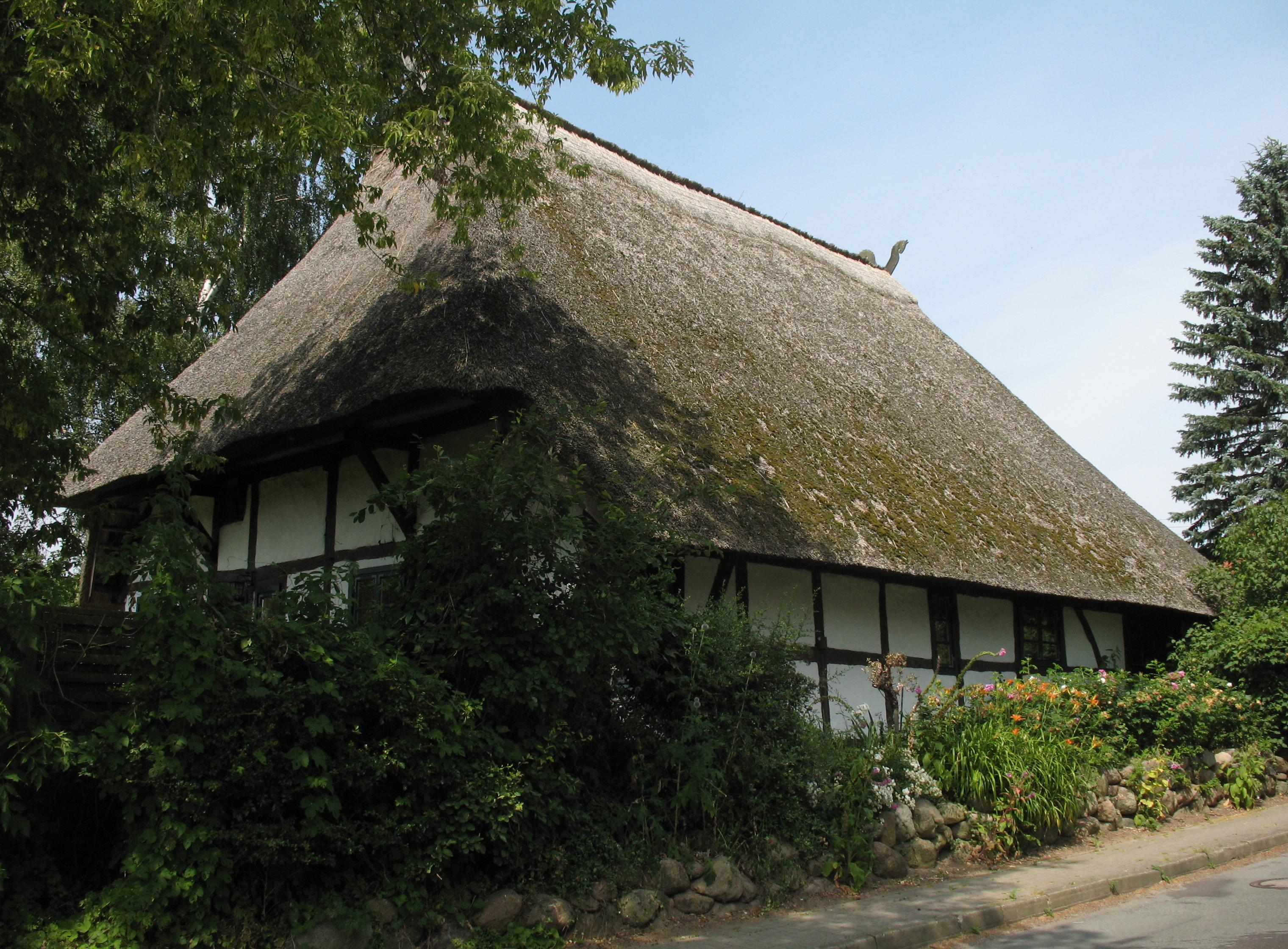
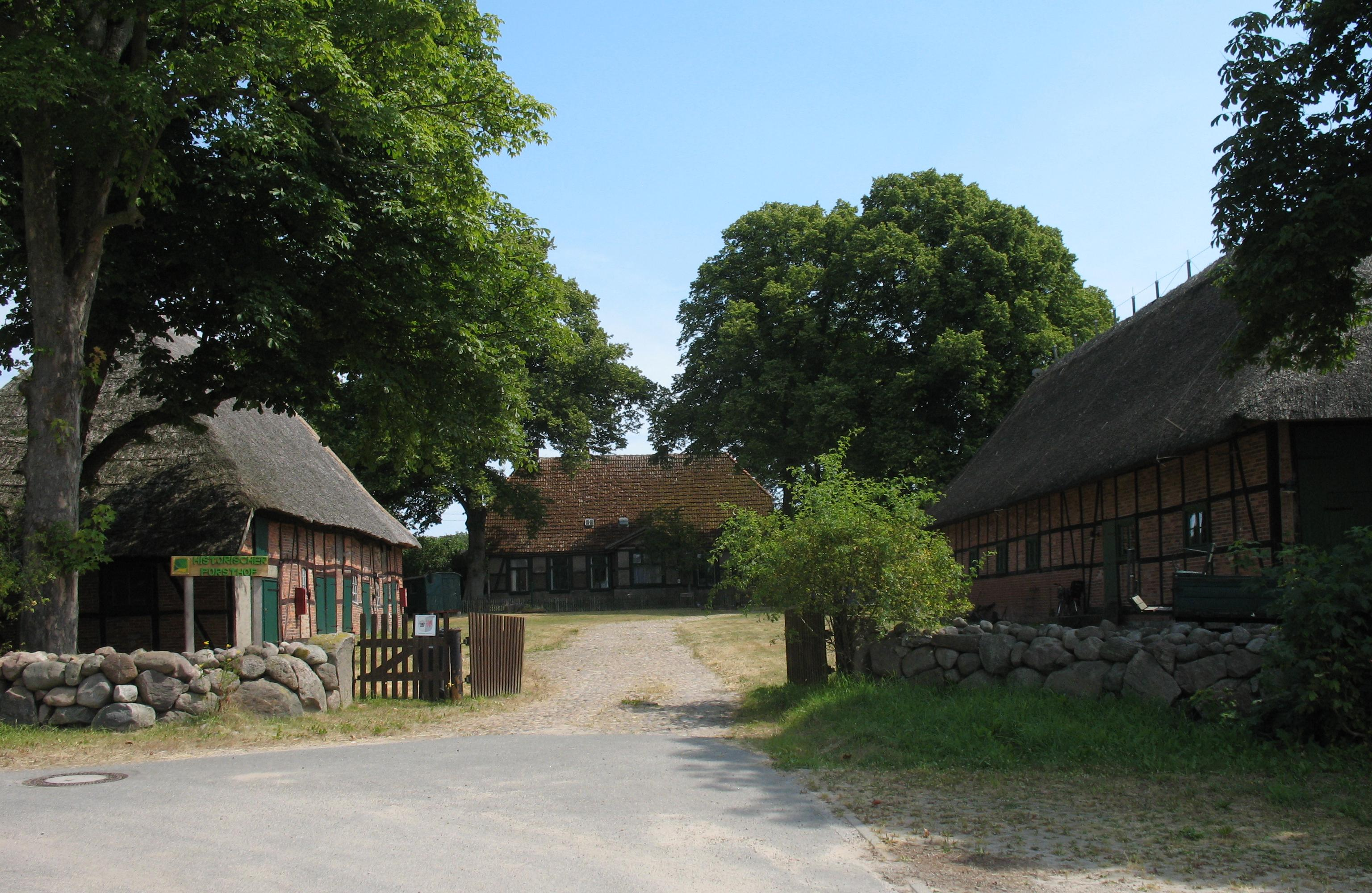
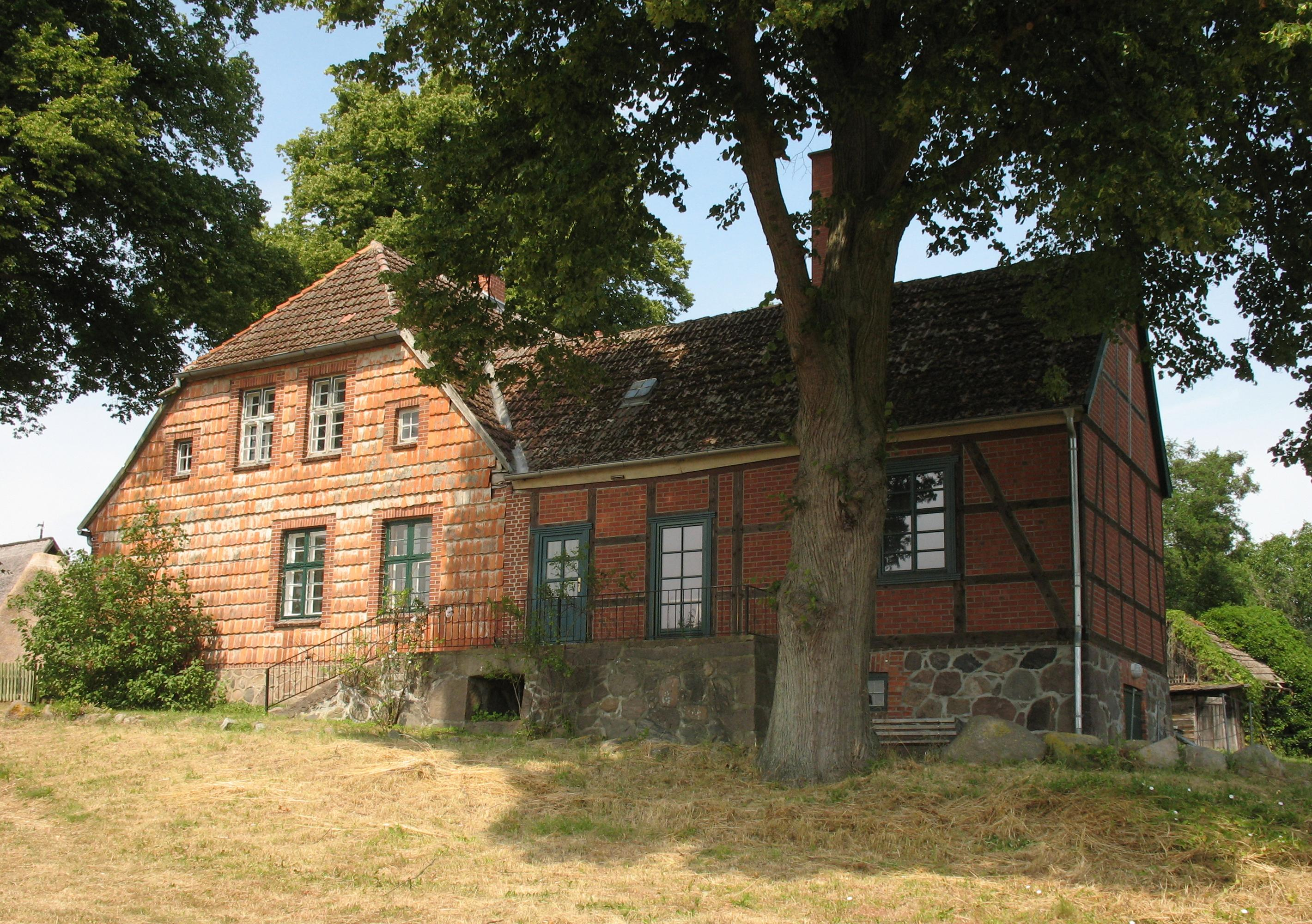
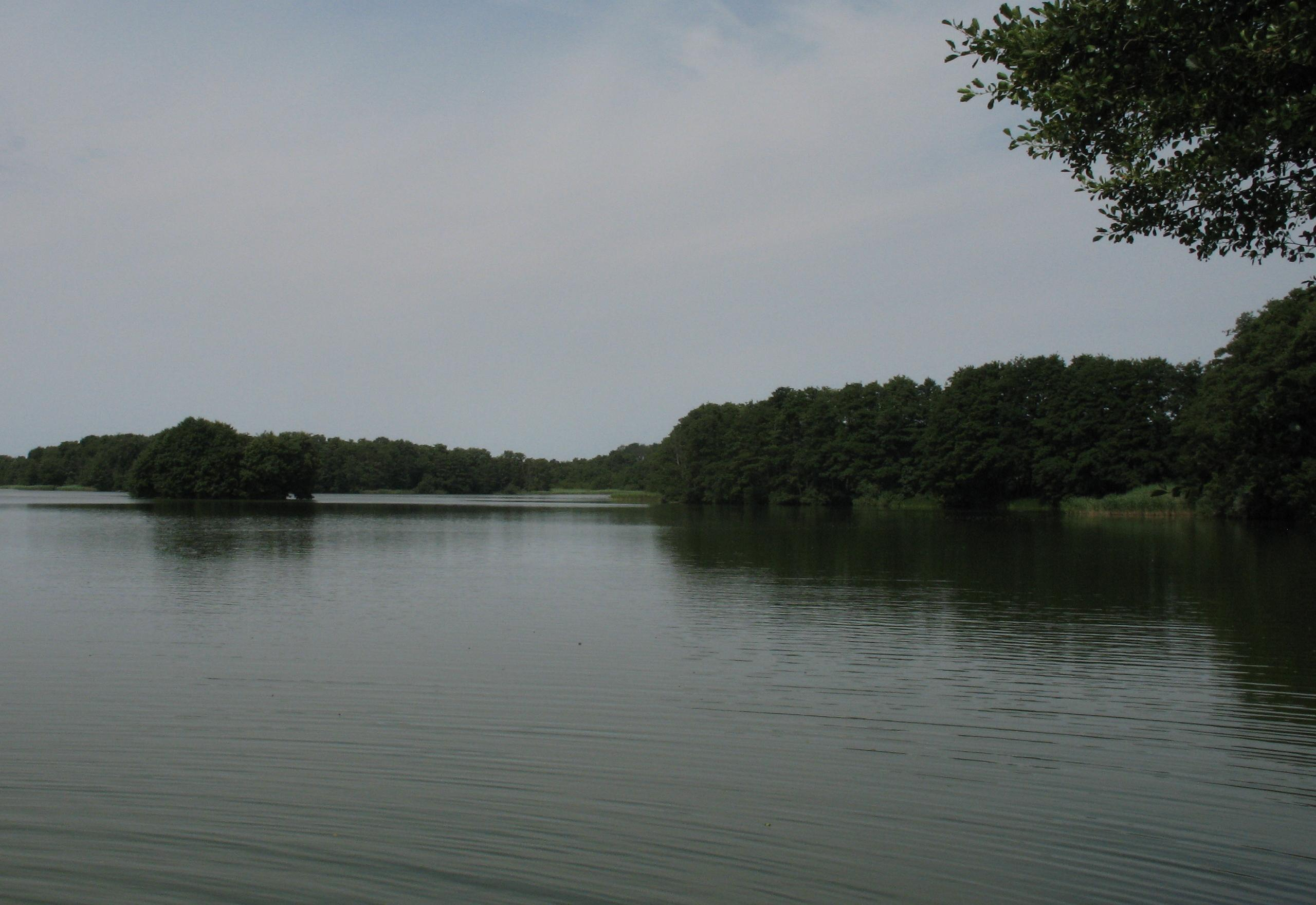

Dümmer telt 1.523 inwoners.